# Johann Nepomuk van Recum

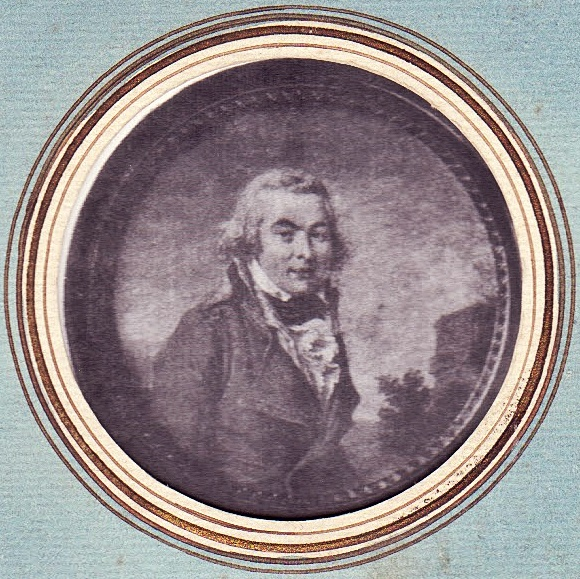
Johann Nepomuk van Recum

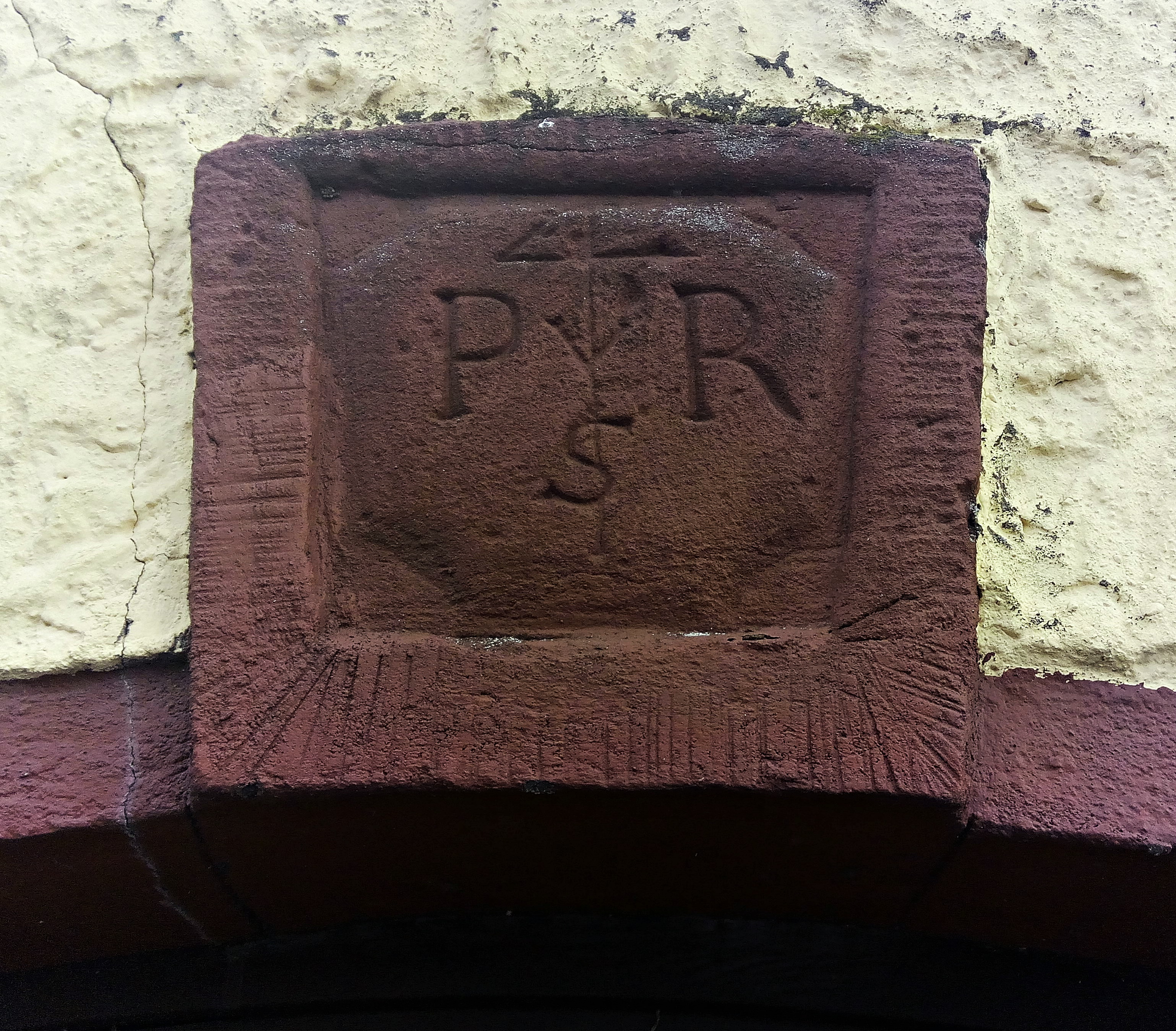
Grünstadt, Gartenpforte Ecke Vorstadt und Sausenheimer Str., barocker Schlussstein der Eltern Peter und Susanna van Recum

Johann Nepomuk van Recum (* 17. Juni 1753 in Grünstadt, Pfalz; † 13. Oktober 1801 ebenda) war ein Unternehmer in Frankenthal und Grünstadt; letzter Betreiber der Frankenthaler Porzellanmanufaktur und Gründer der Steingutfabrik Grünstadt.

## Leben und Wirken

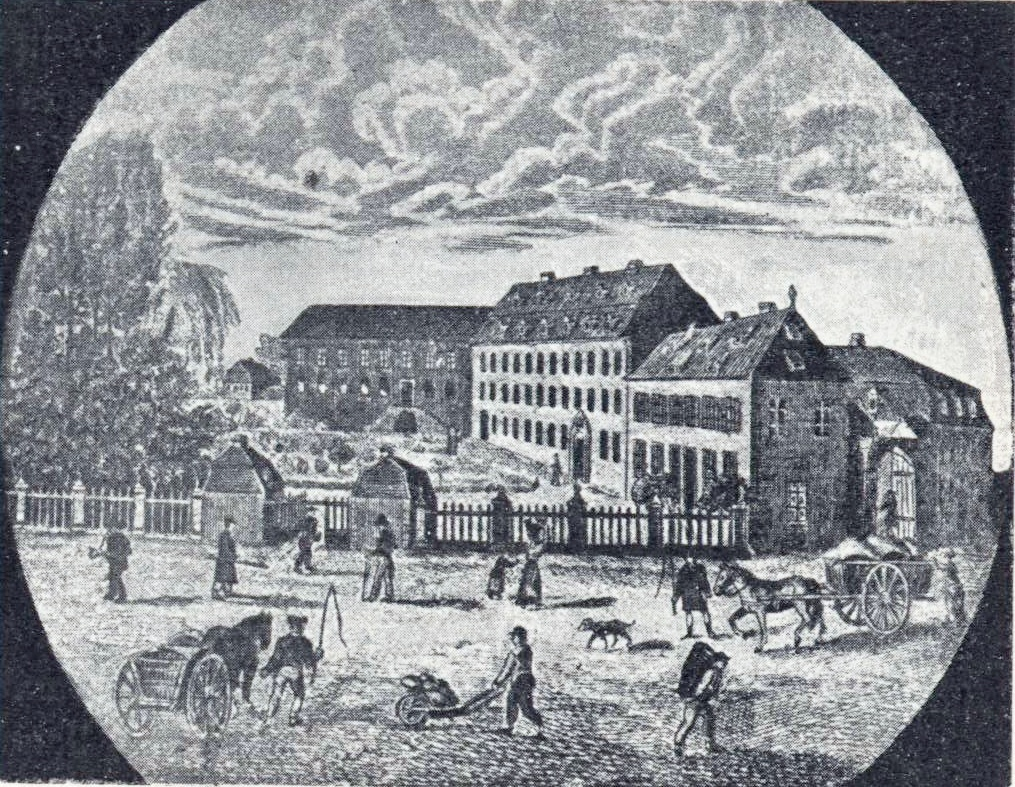
Leininger Unterhof, Grünstadt, um 1800. Hier gründete Johann Nepomuk van Recum seine Steingutfabrik

Johann Nepomuk van Recum wurde in Grünstadt als eines der zwölf Kinder des 1735 dort eingewanderten holländischen Tuchfabrikanten Peter van Recum und seiner aus dem Ort selbst stammenden Ehefrau Marie Susanna Zeiler geboren. Die Familie gehörte in dieser lutherisch dominierten Haupt- und Residenzstadt der damaligen Grafschaft Leiningen zur katholischen Minderheit. Sie war sehr wohlhabend und angesehen. Johann Nepomuks Schwester Marie Susanne (1774–1844) heiratete den Unternehmer François Joseph Jean Saglio (1765–1813), und ihr Sohn war der Maler Camille Saglio; Maria Magdalena van Recum, eine weitere Schwester, wurde die Frau des reichen Koblenzer Kaufmannes Pierre François Paravey (1775–1828). Der Bruder Andreas van Recum (1765–1828), später Sous-Prefect (Unterpräfekt) in Simmern und Mitglied des Corps législatif (Gesetzgebende Körperschaft) in Paris, berichtete über die Grünstadter Familienverhältnisse: 

„ Mein Vater lebte seinem bürgerlichen Stande gemäß, hatte einen frohen Sinn, war tätig und allgemein als ein ehrliebender, rechtlicher, dabei kluger Mann anerkannt, dessen Fleiß und Tätigkeit durch Vermögen belohnt wurde, welches er nur zum Guten, vorzüglich zur Erziehung und höheren Ausbildung seiner Kinder verwandte. “

Johann Nepomuk van Recum besuchte die Schule in Grünstadt, erlernte hier die lateinische Sprache und wurde Kaufmann. 1782 heiratete er in Kaiserslautern Anna Margaretha Jacquemare (1767–1833).
Durch Vermittlung seines Bruders Andreas erwarb van Recum am 4. Februar 1795 für 3500 Livres die von den Franzosen beschlagnahmte kurfürstliche Frankenthaler Porzellanmanufaktur. Als die Franzosen im November 1795 abzogen, musste er die Fabrik wieder an den kurpfälzischen Staat zurückgeben, nachdem sie im Dezember 1797 zurückkehrten, übernahm Johann Nepomuk van Recum den Betrieb wieder und führte ihn bis Juni 1799 weiter. Wegen Rohstoffmangel stellte er die Produktion ein und übersiedelte mit den Formen und Geräten sowie einigen Mitarbeitern in seine Heimatstadt Grünstadt. Hier gründete Johann Nepomuk van Recum die bis 1980 existierende Steingutfabrik Grünstadt, später eines der bedeutendsten Unternehmen der Stadt. Am 20. März 1801 pachtete er den vom französischen Staat beschlagnahmten Leininger Unterhof und richtete darin sein Werk ein. Es blieb an diesem Platz bis 1973.
Mit Datum vom 9. März 1801 erwarb er das elsässische Schloss Walbourg bei Haguenau, das seine Erben 1805 weiterverkauften.
Johann Nepomuk van Recum starb bereits am 13. Oktober 1801 in Grünstadt. Die französische Regierung veräußerte am 5. Oktober 1805 den Grünstadter Unterhof an seine Kinder, welche den Betrieb dort weiterführten, die Liegenschaft und das Werk aber 1812 an die Brüder Wilhelm Bordollo und Bernhard Bordollo verkauften.
Die unter Johann Nepomuk van Recum und seinen Erben bis 1812 in Frankenthal bzw. Grünstadt produzierte Keramikware trägt die Fabrikmarke „VR“, für „van Recum“; in Frankenthal auch teilweise „PVR“ und „VRF“, für „Porzellan van Recum“ bzw. „van Recum Frankenthal“.